# Селина (Козенца)
Селина (итал. Sellina) је насеље у Италији у округу Козенца, региону Калабрија.
Према процени из 2011. у насељу је живело 11 становника. Насеље се налази на надморској висини од 537 м.